# Daumesnil (jezero)
Jezero Daumesnil (francouzsky Lac Daumesnil) je umělé jezero, jedno ze čtyř, která se rozkládají v Bois de Vincennes východně od Paříže. Je součástí vodní sítě Vincenneského lesíka a je nepřímo napájeno vodou čerpanou z řeky Marny do jezera Gravelle.
Jezero nese jméno francouzského generála Pierra Daumesnila (1777-1832), má dva ostrovy - ostrov Bercy a ostrov Reuilly. Na břehu jezera se nachází buddhistická pagoda.
Kolem roku 1865 byla část Vincenneského lesa, ve které se nachází jezero, odpojena od sousedního města Charenton-le-Pont a připojena k Paříži.

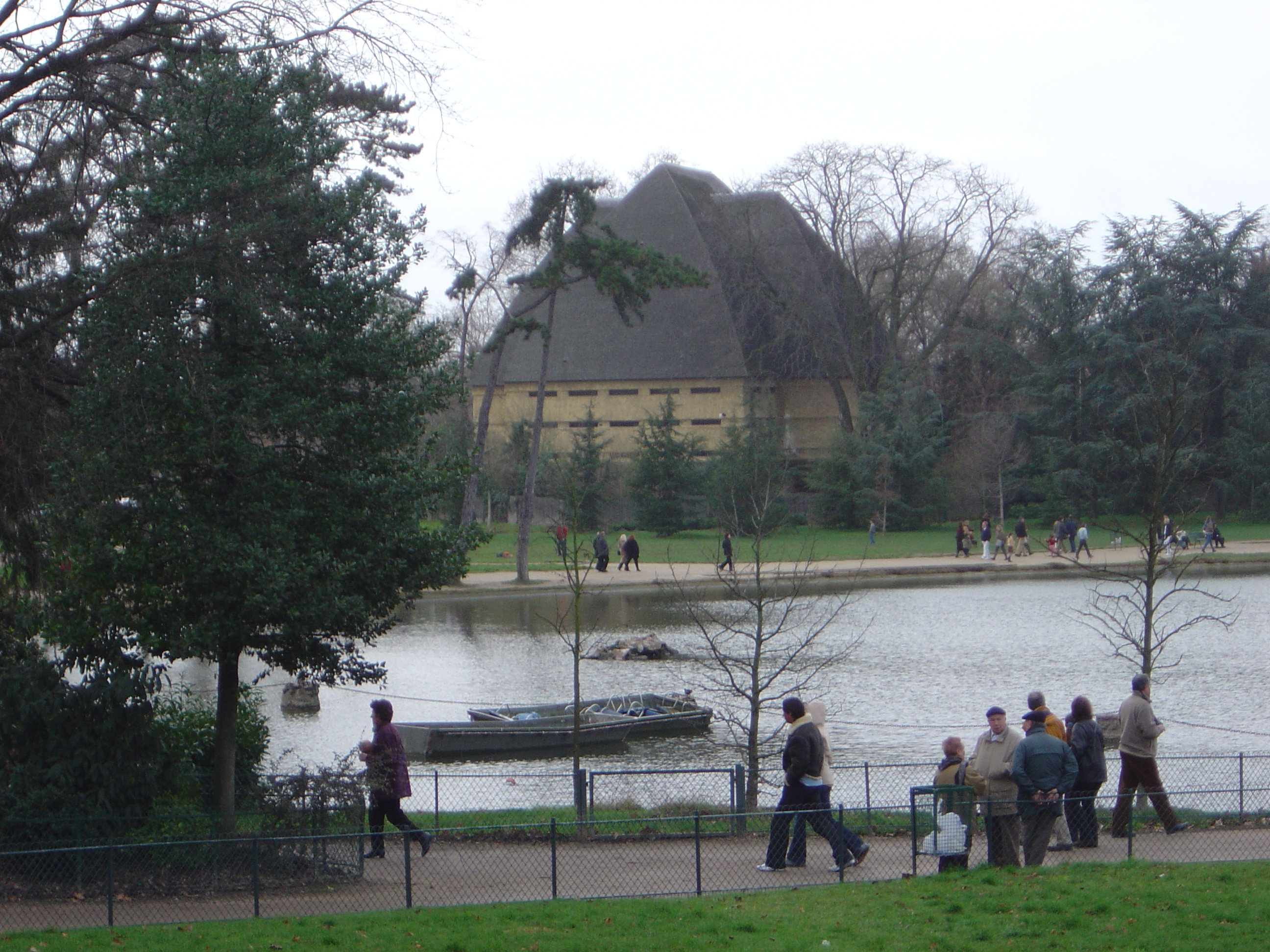
Pagoda na břehu jezera